# Guiné (região)
Guiné é a costa africana que vai aproximadamente desde o Cabo Verde, no Senegal, até à foz do rio Ogoué, no Gabão. Por vezes, é estendido mais a sul até à foz do Rio Congo. Também incluídos nesta região costumam estar os arquipélagos no Oceano Atlântico (Cabo Verde, São Tomé). Outras fontes identificam a região da Guiné como sendo a região da África situada a sul do Sael.[carece de fontes?]

## Etimologia
A etimologia de "Guiné" é incerta. O termo inglês Guinea deriva diretamente da palavra espanhola Guinea, que, por sua vez, provém do português Guiné. O termo português surgiu em meados do século XV para designar as terras habitadas pelos Guineus, uma denominação genérica usada pelos portugueses para se referir aos povos africanos "negros" que viviam a sul do rio Senegal (em contraste com os berberes "morenos" Sanhaja, a norte do rio, a quem chamavam Azenegues). O termo "Guiné" é amplamente utilizado na crónica de 1453 de Gomes Eanes de Zurara. O rei D. João II de Portugal assumiu o título de Senhor da Guiné a partir de 1481.
Acredita-se que os portugueses tenham adaptado Guineus do termo berbere Ghinawen (por vezes arabizado como غِنَاوَة Guinauha ou Genewah), que significa "o povo queimado" (análogo ao termo grego clássico Aithiops, "de rosto queimado"). Os termos berberes "aginaw" e "Akal n-Iguinawen"  significam, respetivamente, "negro" e "terra dos negros".
Mapa-múndi portulano de Angelino Dulcert, de 1339, mostrando a região "Ganuya" (ver canto inferior esquerdo)
Uma teoria concorrente, proposta inicialmente por Leo Africanus em 1526,defende que "Guiné" deriva de Djenné (por ele referida como Gheneo, Genni e Ghinea), a grande cidade comercial do interior situada no alto rio Níger. Djenné dominou o comércio de ouro e sal na África Ocidental desde o século XI (queda do Gana) até ao século XIII (quando a invasão do Mali perturbou as suas rotas e redirecionou o comércio para Tombuctu, até então um pequeno posto avançado de Djenné). É durante o período de domínio de Djenné que o termo Genewah passa a ser utilizado frequentemente em fontes árabes (al-Sudan – árabe para "negros" – era mais comum anteriormente).

Outras teorias tentam associar "Guiné" a "Gana", mas essa ligação é menos clara. O Império do Gana deve o seu nome à cidade comercial medieval de Ghanah, já mencionada por geógrafos árabes do século XI (e.g., al-Bakri), mas as fontes árabes distinguem-na de Genewah (por exemplo, referiam "Ghanah no país de Genewah").[10] Por outro lado, é possível que tanto Gana como Djenné tenham herdado os seus nomes originais da designação berbere para os negros que ali viviam. Uma reconciliação possível das teorias é que o termo berbere Ghinawen (negros) deu origem a Djenné (cidade), que, por sua vez, gerou o árabe Genewah (terra dominada por essa cidade), finalmente adaptado para o português Guiné.